# 綿内克幸
綿内 克幸（わたうち かつゆき）は、日本のシンガーソングライター。長野県長野市出身。長野県長野商業高等学校卒業。

## 略歴
1988年、元フリクションのツネマツマサトシに見出され、鈴木慶一・博文主宰のメトロトロン・レコードより小池雄治と共にwebbとしてインディーズリリース。沖山優司、成田忍とのバンド活動後、1994年、スクイーズ、渋谷公会堂でのMr.Childrenのオープニングアクトを経て、プロデューサーにサロン・ミュージック、ゲストにザ・コレクターズを迎え、ビクターエンタテインメントよりシングル「恋の5000マイル」、アルバム『CLOCKWORK LOVERS』でソロ・デビュー。カーネーションをサポートに迎えツアー。以後、数多の作品をリリース。2017年、メトロトロン・レコード30周年記念イベントとして渋谷La.mamaで行われた「metrotrons messieurs」に出演。

## 作品

### シングル
- 恋の5000マイル (1994)
- 君がいた夏 (1994)
- スマイル (1994)
- 遠い旅人 (1995)
- 希望の街 (1995)
- JOY (1995)
- 夏色のおもいで / 見上げる空にRainbow (1996)
- Season Cycle (1997)
- 天気予報はハズレだよ (1998)

### アルバム
- CLOCKWORK LOVERS (1994)
- MELLOW YELLOW (1994)
- Tears (1995)
- Wildberry Pie (1997)
- watauchi (2009)
- GOOD DAY SUNSET (2010)
- BOYS DON'T CRY (2013)
- almost green (2020)[1]

## 出演番組
- Pati Pati Radio - 綿内克幸のクロックワーク・ラヴァーズ -